# ハンス・プルマン
ハンス・プルマン（Hans Marsilius Purrmann、1880年4月10日 - 1966年4月17日）は、ドイツの画家である。ドイツ印象派や表現主義のスタイルの作品を描いた。

## 略歴
ドイツ中南部のシュパイアーで生まれた。初等教育を終えた後、父親のもとで商売を学ぶが、美術を志してカールスルーエの工芸学校で学んだ後、1897年からミュンヘン美術院でフランツ・フォン・シュトゥックに学んだ。ミュンヘンではオイゲン・フォン・カーラー（1882-1911）やパウル・クレー（1879-1940）、ワシリー・カンディンスキー（1866-1944）、アルベルト・ヴァイスゲルバー（1878-1915）と知り合い、ヴァイスゲルバーとは親友になった。、
その後、ベルリンに移り、ベルリン分離派の芸術家たちと交流し、マックス・リーバーマンの作品から影響を受けた。1906年に印象派の作品をさらに学ぶためにパリに出た。パリではアンリ・マティス（1869-1954）やパブロ・ピカソ（1881-1973）と知り合い、マティスやフォーヴィスムの画家たちの影響を受け、鮮やかな色使いを取り入れるスタイルとなった。1908年にアンリ・マティスが「アカデミー・マティス」を開いたとき、助手の一人となり、4歳年上の画家で、裕福な実業家の娘であったマルティデ・フォルメラー（1874-1943）と知り合った。
1912年1月に、マルティデ・フォルメラーと、シュトゥットガルトで結婚し、イタリアに新婚旅行した後、パリに住んた。第一次世界大戦が始まり、パリに戻れなくなりドイツで暮らすようになり、1915年からベルリンに移り、1916年に家族もベルリンに移った。1919年にボーデン湖畔の村の漁師の家を購入し、夏を過ごすようになった。1923年から1928年の間は、一家はローマに住み、夏の間だけボーデン湖で過ごした。 
ナチスが権力を握った後、プルマンの作品は「退廃芸術」に指定され、迫害を受け、1935年にベルリンで行われたマックス・リーバーマンの葬儀に参加した後、妻とともにドイツを離れ、イタリアに移り、フィレンツェに住んだ。フィレンツェで職を得て、フィレンツェに逃れてきた芸術家などが集まる場所にしていた。1943年7月、ムッソリーニの失脚後、イタリアの大部分がドイツの支配下になったため、スイスに亡命した。ルガーノ湖畔のスイスの村Castagnolaに移り、ほどなく癌による闘病を続けていた妻が亡くなった。1944年からアルプス南麓の村モンタニョーラに移り、そこに住んでいた文学者のヘルマン・ヘッセと親しくなった。1944年にヘッセの友人の工芸家マリア・ジェロー＝トブラー（Maria Geroe-Tobler: 1895-1963）と知り合いのちに再婚した。
ハンス・プルマンは1966年にスイスのバーゼルで亡くなった。